# Karwin (Brojce)
Karwin – część wsi Brojce w Polsce, położona w województwie zachodniopomorskim, w powiecie gryfickim, w gminie Brojce.
W latach 1975–1998 Karwin administracyjnie należał do województwa szczecińskiego.